# Caecum amydroglyptum
Caecum amydroglyptum is een slakkensoort uit de familie van de Caecidae. De wetenschappelijke naam van de soort is voor het eerst geldig gepubliceerd in 1980 door Rehder.